# Christer Majbäck
Christer Majbäck (né le 30 janvier 1964 à Kiruna) est un ancien fondeur suédois.

## Palmarès

### Jeux Olympiques
| Épreuve / Édition | Calgary 1988 | Albertville 1992 | Lillehammer 1994 |
| 10 km             | 11e          |                  |                  |
| 15 km             |              | Bronze           | 19e              |
| 25 km Poursuite   |              | 6e               | 23e              |
| 30 km             |              | 6e               |                  |
| 50 km             |              | 16e              | 6e               |
| 4 × 10 km         |              | 4e               | 6e               |

### Championnats du monde
| Épreuve / Édition | Oberstdorf 1987 | Lahti 1989 | Val di Fiemme 1991 | Falun 1993 | Thunder Bay 1995 |
| 10 km             |                 |            | Argent             | 14e        |                  |
| 15 km             |                 | 13e        |                    |            |                  |
| 25 km Poursuite   |                 |            |                    | 25e        |                  |
| 30 km             | Bronze          | Bronze     | 10e                | 12e        | 20e              |
| 50 km             |                 |            | 14e                | 15e        | 17e              |
| 4 × 10 km         |                 | Or         | Argent             |            |                  |

### Coupe du monde
- Meilleur classement final: 5e en 1990.
- 1 victoire.